# هاو مارانجي
هاو مارانجي (بالإنجليزية: Hau Marangi)‏ الرب البولينيزي المختص بالضباب والغشاوة. وهو ابن رب المطر وا Ua. وهناك إله آخر للضباب هو کوهو Kohu.